# Verbandsgemeinde Unstruttal
La Verbandsgemeinde Unstruttal  es una mancomunidad de municipios en el distrito de Burgenland en el estado de Sajonia-Anhalt. Se creó el 1 de enero de 2010. Tiene su sede en Freyburg. 
La población de la mancomunidad era de 16.103 habitantes al 31 de diciembre de 2015. 

## Geografía
Partes de la mancomunidad se encuentran en la homónima Unstrut, en el Saale , así como en el parque natural de Saale-Unstrut-Triasland.

## Comunidades asociadas
- Balgstädt (Burkersroda, Größnitz y Hirschroda)
- Freyburg (Unstrut) (Pödelist, Schleberoda, Weischütz y Zeuchfeld)
- Gleina (Baumersroda y Ebersroda)
- Goseck
- Karsdorf
- Laucha an der Unstrut (Burgscheidungen y Kirchscheidungen)
- Nebra (Wangen y Reinsdorf)